# Melanitis pinheyi
Melanitis pinheyi är en fjärilsart som beskrevs av Van Son 1962. Melanitis pinheyi ingår i släktet Melanitis och familjen praktfjärilar. Inga underarter finns listade i Catalogue of Life.